# Jihočeské divadlo
Jihočeské divadlo je příspěvkovou organizací, jejímž zřizovatelem je statutární město České Budějovice. Patří k nejvýznamnějším kulturním institucím v Jihočeském kraji. Nabízí inscenace čtyř divadelních souborů (činohra, opera, balet, loutkohra). Pod divadlo spadá i otáčivé hlediště v Českém Krumlově.
Jihočeská scéna se v posledních letech snaží vymanit z mezí tradičního a jednoduchého divadla předkládáním her složitější tematiky (zejména sociálních problémů), čímž vzniká nová umělecky náročnější repertoárová koncepce, která plní funkci nejen kulturně zábavnou, ale i vzdělávací a socializační.

## Historie

### Počátek
26. prosince 2009 uplynulo 190 let od zahájení divadelního provozu v budově Jihočeského divadla premiérou hry německého autora Friedricha Schrödera Praporčík (Der Fähndrich). První provizorní městské divadlo pro 400 diváků nicméně vzniklo už roku 1764 přestavbou skladiště piva pro městský pivovar v dnešní ulici Dr. Stejskala, na místě, kde vyrostla roku 1819 historická budova Jihočeského divadla podle projektu Martina Schmidschlagera.

### Proměny budovy a repertoáru
Toto původně německé divadlo v průběhu let prodělalo řadu změn. Prvou českou hrou zde uvedenou se stal v roce 1838 Štěpánkův Čech a Němec. 22. dubna 1856 tu s kočující Zöllnerovou společností vystoupil naposledy ve svém životě její herec a režisér Josef Kajetán Tyl ve své hře Chudý kejklíř. K založení české profesionální scény došlo až po 1. světové válce. 6. září 1919 je činnost Jihočeského národního divadla zahájena Smetanovým Daliborem a 7. září činoherní premiérou Vrchlického Soudu lásky. Na postu ředitele stanul režisér Karel Dostal. Byl zaveden systém třísouborového českého divadla (opera – opereta – činohra), divadla, které v jižních Čechách s přerušením let 1929–1931 (hospodářská krize) a 1939–1945 (obsazení budovy souborem Zemského divadla Linec) svou uměleckou činnost rozvíjí kontinuálně. Divadelní budova za dobu své existence prošla několikerou přestavbou, poslední je z let 1987–1990. Pro diváky je v parteru 151 a na balkóně 104 sedadel. Jihočeské divadlo má k dispozici kromě hlavní historické budovy a Otáčivého hlediště v Českém Krumlově ještě další dva objekty – Malé divadlo, kde sídlí loutkohra Jihočeského divadla, a velký divadelní sál v DK Metropol.

### Ředitelé (Intendanti)
- Dostal Karel (1919–1920)
- Kautský Karel (1920–1922)
- Veverka Karel (1922–1925)
- Piskáček Rudolf (1925–1926)
- Hubáček Jan (1926–1931)
- Jeřábek Bedřich (1931–1933)
- Jeřábková Monika (1933–1941)
- Kristejn-Kostelecký Bohumil (1941–1944)
- Hurt Jaroslav (1945–1946)
- Houdek Bohumil (1946–1947)
- Konstantin Karel (1947–1949)
- Kulhánek Rudolf (1950–1951)
- Josek Jiří (1951–1953)
- Glanc Ivan (1953–1955)
- Haas Otto (1955–1960)
- Míka Zdeněk (1961–1970)
- Fridrich Milan (1970–1976)
- Dušek Jan (1976–1991)
- Bašta Antonín (1991–1994)
- Jedlička Svatopluk (1994)
- Šesták Jiří (1994–1995)
- Dušek Jan (1996)
- Mrzena Jan (1997–2004)
- Šesták Jiří (2004–2014)
- Průdek Lukáš (2014–2023)
- Schlegelová Martina (od 2024)[1]

## Činohra
Činohra je páteří Jihočeského divadla a právě ona je tím, kdo nastavuje každé době svou tvář nejvíce – a každá doba má na ni také svůj největší vliv. Činoherní historii divadla tvoří dlouhá řada událostí, tvůrčích počinů a významných jmen. Ukázat všechny není možné – připomeňme proto jen nejdůležitější etapy vývoje, reprezentované významnými jmény.

### Etapa zakladatelská
V prvých letech existence divadla byla činohra spíše Popelkou. Obrat přináší rok 1925, kdy v čele činohry stanul Stanislav Langer s dramaturgem Josefem Stejskalem. Nicméně červenec 1929 přinesl po 10 letech rozpuštění všech souborů. Renesance přichází v sezóně 1931–1932 za ředitelování Bedřicha Jeřábka a posléze jeho ženy Moniky. Roku 1936 na postu šéfa činohry stanul Josef Stejskal a soubor poprvé získal pevnou uměleckou perspektivu. Zlom představují léta válečná: k 15. dubnu 1942 obdrželo Jihočeské národní divadlo zákaz činnosti (do té doby hrály převážně české soubory v Besedě českobudějovické).

### Etapa budovatelská
Prvým poválečným úspěchem se už 28. července 1945 stala inscenace dramatu Maxima Gorkého Vassa Železnovová. Zejména Jaroslav Hurt a Karel Konstantin – ředitelé divadla a režiséři, spolu se scénografem Joanem Brehmsem, položili základy kvalitní umělecké práce činohry, na niž od počátku 50. let mohli navázat zejména Miroslav Macháček (šéf činohry 1953–1956, jehož inscenace Hamleta se stala uměleckým mezníkem celého divadla), Otto Haas, Václav Hudeček, či Milan Fridrich. Působení činohry se rozšiřilo i na jeviště mimo historickou budovu Jihočeského divadla – na Novou scénu v dřívější budově Besedy (zahajovací představení Poprasku na laguně v Macháčkově režii), komorní Divadélko pro 111 a Kruhové divadlo v Rajské zahradě dominikánského konventu. V zámecké zahradě v Českém Krumlově bylo první divadelní představení (Shakespearův Večer tříkrálový) odehráno dne 14. června 1947. První představení (Weisenbornova Ztracená tvář) s použitím otáčivého hlediště v zámecké zahradě v Českém Krumlově bylo odehráno dne 9. června 1958. V historické budově Jihočeského divadla, kde z důvodů zamýšlené rekonstrukce ustal umělecký provoz r. 1972, přesto v prostoru jeviště působila v období 1977–1983 tzv. Studiová scéna přinášející i do budoucna důležité impulsy pro inscenační styl činohry.

### Etapa popřevratová
Období nejvýznamnějších společenských změn (1989–2009) je charakteristické snahami o rozšíření významu činohry Jihočeského divadla v rámci celého českého divadla a její otevření se novým dramaturgickým a inscenačním stylům. Zásluha o to náleží zejména Jiřímu Šestákovi, který v jejím čele stanul už r. 1989 a jeho následovníkům Martinu Hruškovi, Ivu Krobotovi a od roku 2006 Martinu Glaserovi. Cílem zůstává umělecky náročné činoherní divadlo, které se ptá po smyslu lidské existence, divadlo, které nemůže existovat bez náročného diváka.

## Opera
Existence stálého operního souboru staví každé divadlo a zároveň město, které jej provozuje, do reprezentační pozice, jež jej povyšuje nad pouhou „oblastní“ scénu. Cesty jihočeské opery jsou v tomto smyslu lemované vavříny i trny.

### Operní střípky 20. a 30. let
První česká profesionální třísouborová scéna v Českých Budějovicích zahájila v r. 1919 slavnostně Smetanovým Daliborem, ale zpočátku bylo nutné, aby operní sbor účinkoval v operetě i činohře a činoherci v operetě. Následovala Prodaná nevěsta, Polská krev a do dubna 1920 se repertoár rozšířil na 14 oper a 6 operet. Režisér a ředitel divadla Karel Veverka inicioval památný vznik celého cyklu Smetanových oper, ale hned další léta předznamenala tvrdé boje o existenci opery v jižních Čechách. Ve 30. letech stálý operní soubor Jihočeského národního divadla zanikl, „nesmrtelná“ zůstala jen opereta. Válečná situace přináší obrat v operních vystoupeních souboru Zemského divadla Linec, jenž v r. 1943 přichází do Českých Budějovic jako Německé divadlo v Budějovicích.

### Léta 40. a 50.
Po osvobození se do Jihočeského divadla vrátila nejprve zpěvohra (opět Polská krev 29. září 1945). V rámci zpěvoherního souboru, který přerušil činnost v sezóně 1946–1947, uviděly Budějovice 17. dubna 1950 po dlouhé době první operu – Prodanou nevěstu (dirigent Miroslav Brož, režisér Áda Šmíd, výprava Joan Brehms). Zásluhou zpěvoherního šéfa Ády Šmída byly položeny základy kvalitního pěveckého ansámblu, který – až do získání samostatnosti 1. ledna 1959 – uváděl pravidelně dvě operní premiéry v sezóně. Mezníky této doby jsou Auberův Fra Diavolo (1953) a Smetanova Hubička (1954), uvedené vlastními silami souboru. Toto období je ale charakterizované také jako „zlatá éra“ budějovické operety.

### Opera Jihočeského divadla posledního půlstoletí
50 let kontinuální činnosti opery Jihočeského divadla znamená do té doby nepoznanou obrodu hudebně dramatického umění na jihu Čech prostřednictvím kvalitního souboru, který formovaly zejména šéfovské, dirigentské i dramaturgické osobnosti Emila Křepelky, Iši Krejčího, Karla Noska, Josefa Průdka, Václava Noska, Jana Panenky, Milana Kaňáka. Jejich zásluhou zůstává především fakt, že operní ansámbl prováděním širokého repertoáru 18. až 20. století se stal v průběhu let rovnocenným partnerem všech operních souborů v republice a jeho význam dnes, kdy v jeho čele stojí pěvec a režisér Miloslav Veselý, překračuje rámec regionální opery. Na jevišti Jihočeského divadla se tak stále častěji objevují významní zahraniční pěvci, dirigenti i režiséři. Jedním z dosavadních vrcholů operního souboru je hostování současného tenorového krále Josého Cury v představení Komedianti před Otáčivým hledištěm Český Krumlov v roce 2011.

## Balet
Balet patří z hlediska interpretačního i diváckého k nejnáročnějším, ale zároveň k nejkrásnějším, byť nejohroženějším divadelním žánrům.

### Poválečné cesty baletu na jihu Čech
Souvislou historii začal balet v Českých Budějovicích psát až po 2. světové válce premiérou Dvořákových Slovanských tanců v choreografii Slavibora Jindřicha (1946). Na postu prvého uměleckého šéfa stanul František Knopp. Přelomem v činnosti souboru se stalo společné uvedení Brožovy Pohádky o leknínu a Delibesovy Coppélie v únoru 1950 a zejména pak Bachčisarajské fontány B. Vasiljeva v choreografii Zdeňka Weidenthalera (1958). Mimo to balet účinkoval v desítkách inscenací českobudějovické zpěvohry, která už od roku 1950 uváděla v součinnosti s baletem také díla světové i domácí operní literatury.

### Samostatný balet Jihočeského divadla
Ustavení samostatného souboru k 1. lednu 1959 znamenalo, že poměrně malý balet, který tvořilo zpočátku 5 mužů a 13 žen, vedený uměleckými šéfy Jiřím Hoščálkem (1959–1961) a Milanem Hojdysem (1962–1986) připravil v průběhu dalšího čtvrtstoletí desítky premiér zejména klasických baletů a působnost rozšířil i před Otáčivé hlediště Český Krumlov (uvedení Labutího jezera 1965 a 1966). Kromě toho se soubor systematicky věnoval také tvorbě soudobých baletních skladatelů (Jarmil Burghauser, Wiliam Bukový, Miloš Vacek, Zbyněk Vostřák a Emil Hlobil). Skutečnými baletními hvězdami těchto let se stali např. Hana Čáslavská, Radmila a Jiří Hájkovi.

### Přelomová léta 90. a vstup do nového tisíciletí
Nástupem choreografky a režisérky Libuše Králové na post uměleckého šéfa baletu nastává kvalitativní zlom v baletní tvorbě. Znamenalo to zásadní změny ve struktuře souboru a především jasnou koncepci v prosazování jejích uměleckých záměrů. Baletní inscenace Jihočeského divadla, ať už kupříkladu Marná opatrnost, Coppélia, Dido a Aeneas, Popelka, Don Quijote, Labutí jezero či naposledy Francesca z Rimini a Malá noční Mozartiana, přinášely neopakovatelné příležitosti mladým tanečníkům. Zároveň byl soubor otevřen její zásluhou i významným hostujícím choreografům (Jiří Kyselák, David Slobašpyckij, Jiří Horák, Robert Balogh) a stanul – navzdory své relativně malé početnosti – na předním místě mezi českými baletními soubory.
Od září 2009 je uměleckým šéfem baletu Jihočeského divadla původem maďarský choreograf Attila Egerházi, jehož novátorské postupy a choreografie dodaly baletnímu souboru zcela novou podobu. Z jeho uměleckého snažení vzešla taneční představení jako například Pták Ohnivák a Sen noci svatojánské uváděný i na Otáčivém hledišti Český Krumlov. Ambice tohoto umělce překračují v souladu s ambicemi Jihočeského divadla regionální hranice. Výsledkem snahy, přivést na jihočeské pódium i světové baletí mistry, je inscenace Taneční delikatesy – večer složený z choreografií Attily Egerháziho, Václava Kuneše a Jiřího Kyliána.
Sólista baletu Zdeněk Mládek získal jako první člen Jihočeského divadla Cenu Thálie za rok 2009 jako nejlepší tanečník v oboru balet, pantomima a jiné tanečně dramatické žánry za sólo v choreografii So In Love Attily Egerháziho.
Od července 2016 je novým uměleckým šéfem baletu Jihočeského divadla hvězda mnichovského baletu Lukáš Slavický.

## Loutkohra

### Od Loutkové scény k Malému divadlu
Ke zřízení první profesionální divadelní scény zaměřené výhradně na tvorbu pro děti a mládež dochází v Českých Budějovicích až v roce 1949. Divadelní budova, kterou původně jedenáctičlenný herecký soubor nalezl v Hradební ulici, nesla zprvu název Loutková scéna města České Budějovice. Ta 9. listopadu 1949 zahájila hrou Jana Malíka Míček a Flíček. Po první sezóně se divadlo změnilo na Krajskou loutkovou scénu dr. Jindřicha Veselého na počest významného jihočeského loutkáře a od roku 1929 prvního prezidenta Mezinárodní loutkářské unie (UNIMA). Pod tímto názvem divadlo působilo až do r. 1960. Havarijní stav budovy způsobil, že v období 1959–1965 soubor pokračoval bez vlastní divadelní budovy. Tu získal až po vybudování divadelních prostor v bývalém kině Oko v Jeronýmově ulici.

### Od Malého divadla k Divadlu M
Vůdčími osobnostmi „nového“ Malého divadla byli v 60. letech režiséři Josef Krofta, Ladislav Dvořák, Ivan Pilný, Antonín Bašta a výtvarník Lubor Friedrich. Svou činnost poprvé divadlo rozšiřuje za hranice Čech (v letech 1967–1968 působí na pařížském předměstí Colombes, kde se hrálo celkem 42 představení). Profil divadla v 70. letech tvořily inscenace Jiřího Středy (Mauglí), Milana Tomáška (Bleděmodrý Petr) i Jana Kačera (Zlatovláska v dramatizaci Josefa Kainara). Přelom 70. a 80. let znamenal soustředění na tvorbu pro nejmenší. Společenský převrat v roce 1989 přinesl změnu statutu a od 1. ledna 1991 se Malé divadlo pod vedením Václava Martince transformovalo jako Divadlo M.

### Proměny divadla na přelomu tisíciletí
Počátek 90. let přináší především návrat do zrenovovaných prostor divadla v Hradební ulici a radikální změnu dramaturgie orientovanou na středoškolskou mládež (variace na texty evangelií Vzkříšení, Shakespearův Večer tříkrálový, Utrpení velkého románu I. Klímy). Za změnou názvu (opět Malé divadlo) i orientací opět na menší věkové kategorie stojí působení ředitelky I. Přibylové (1994–2003). Konec umělecké rozkolísanosti, rozšíření hereckého souboru a významné obohacení inscenačního stylu znamená integrace divadla jako celku do svazku Jihočeského divadla 1. července 2004. Uměleckým šéfem Loutkohry Jihočeského divadla se stal dramatik a režisér Zdeněk Jecelín.